# Groupe de bibliothèques de recherche
Le groupe de bibliothèques de recherche (en anglais Research Libraries Group - RLG) était un consortium de bibliothèques basé aux États-Unis qui existait depuis 1974 jusqu'à sa fusion avec le consortium de bibliothèques OCLC en 2006. On lui doit le moteur de recherche  inter-bibliothèques Eureka (OPAC) (en), la base de données de descriptions bibliographiques RedLightGreen (en)  et ArchiveGrid (en), une base de données contenant les descriptions des collections d'archives. Il a également développé un cadre connu sous le nom de «RLG Conspectus» pour l'évaluation des collections de bibliothèques de recherche, qui est devenu un ensemble de descripteurs utilisés dans les énoncés de politique de recouvrement des bibliothèques, mis à jour pour la dernière fois en 1997. La bibliothèque du Congrès a utilisé le conspectus en 2015 pour la révision de son propre énoncé de politique sur les collections et a décidé de conserver cette ressource sur son site Internet comme une échelle utile pour juger la profondeur d'une collection académique.

## Historique
Le groupe de bibliothèques de recherche a été fondé en 1974 par quatre grandes bibliothèques de recherche : la bibliothèque publique de New York et les bibliothèques universitaires de Columbia, Harvard et Yale. Il a été incorporé en tant qu'organisme à but non lucratif en 1975. 
En 1978, le RLG a déménagé ses bureaux, situés à l'origine à Branford, au Connecticut (non loin de New Haven), à l'université Stanford et il a adopté le système de traitement informatisé BALLOTS des bibliothèques de cette université,. Ce système est devenu la base de données en ligne RLIN (Research Libraries Information Network), qui comprenait notamment des données bibliographiques représentant les scripts JACKPHY (en). Cette base de données n'était généralement utilisée que par les spécialistes de la bibliothèque. En 1993, le RLG a développé Eureka comme une interface conviviale destinée à être utilisée par des non-bibliothécaires.
En 1988, le RLG a déménagé ses bureaux à Mountain View, en Californie. Entre-temps, l'adhésion à son réseau s'était élargie pour inclure d'autres bibliothèques de recherche aux États-Unis et, en 1989, elle comptait 100 membres. En 1992, la British Library est devenue le premier membre à l'extérieur de l'Amérique du Nord. En 2003, l'adhésion au RLG comprenait plus de 160 établissements de recherche dans 15 pays différents. 
En juillet 2006, le RLG et l'OCLC ont lancé officiellement une fusion de leurs organisations et de leurs ressources,. L'achèvement de ce processus a eu lieu sur une période de cinq ans, jusqu'en juin 2011. Le catalogue du RLG est devenu une partie du WorldCat d'OCLC . Ses programmes ont été joints à OCLC Research pour devenir des programmes et recherches du consortium. Les bases de données Eureka ont migré vers le service FirstSearch d'OCLC. Un personnel de taille réduite a été transféré de Mountain View à San Mateo, en Californie.